# Alexander Rybak
Alexander Igorjevitsj Rybak (Wit-Russisch: Алякса́ндр І́гаравіч Рыба́к, Russisch: Александр Игоревич Рыбак; Minsk, Sovjet-Unie, 13 mei 1986) is een Noorse violist, zanger, componist en acteur van Wit-Russische afkomst. Rybak vertegenwoordigde Noorwegen op het Eurovisiesongfestival 2009 in Moskou en won met het nummer Fairytale. In 2018 nam hij in Lissabon opnieuw deel aan het Eurovisiesongfestival. Met het nummer That's How You Write a Song eindigde hij als 15e in de finale.

## Biografie
Zijn ouders emigreerden naar Noorwegen toen Rybak vier jaar oud was. Hij speelt sinds zijn vijfde jaar zowel piano als viool. De ouders van Rybak zijn Natalia Rybak-Goerina, een bekende Wit-Russische pianiste en vader Igor Rybak, die een bekende violist is in Noorwegen. Zijn ouders studeerden beiden aan het conservatorium van Minsk, maar komen oorspronkelijk beiden uit de stad Vitebsk.
Rybak heeft samen met de Israëlische violist Pinchas Zukerman opgetreden. Hij won de Anders Jahre Cultuurprijs in Noorwegen en is concertmeester van een van de grootste symfonische jeugdorkesten in Bergen. In 2005 deed hij mee aan Idols in Noorwegen. In 2007 trad Rybak op als violist in de musical Fiddler on the Roof in het theater van Oslo. In augustus 2009 was hij te zien in de telefilm Yohan - Child Wanderer. De muzikale idolen van Rybak zijn Sting, The Beatles en Mozart.

### 2009: Eurovisiesongfestival enFairytales

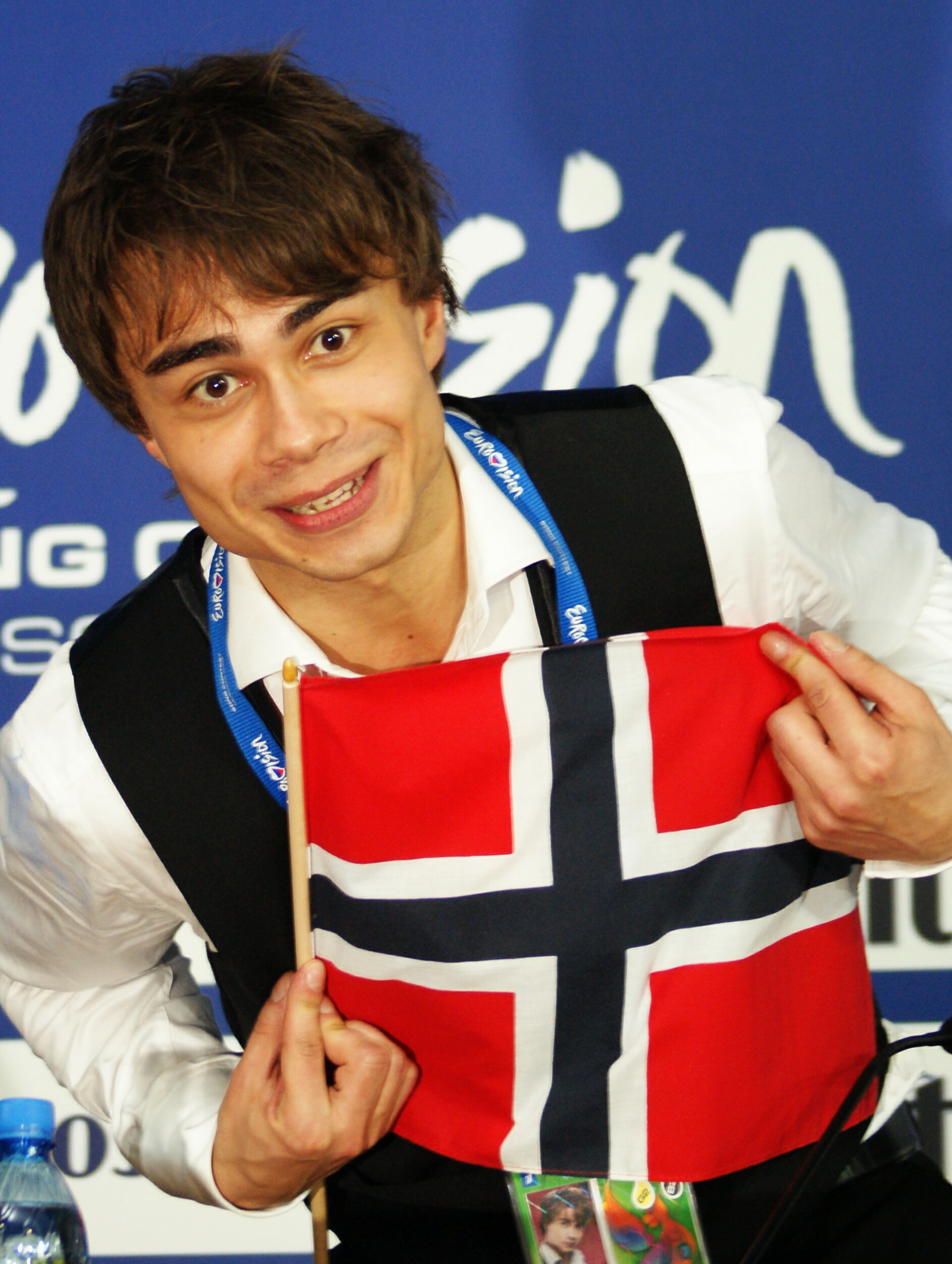
Alexander Rybak na zijn overwinning op het Eurovisiesongfestival 2009.

Rybak won het Eurovisiesongfestival 2009 in Moskou met het door hemzelf geschreven en gecomponeerde lied Fairytale. Het nummer is geënt op Russische en Noorse folklore en geïnspireerd door de liefde. Rybak won met 387 punten, wat op dat moment een record was. De Finse band Lordi, die wonnen in 2006, waren de vorige recordhouders met 292 punten. Het nummer werd in heel Europa uitgebracht en stond in de Nederlandse Top 40. De laatste Songfestivalartiest die een Top 40-hit scoorde was de Oekraïense Ruslana met Wild Dances. Een week na zijn overwinning was Rybak te gast in Mooi! Weer de Leeuw.
Na het Songfestival verscheen Rybaks eerste album Fairytales, het album bevatte negen nummers en de singles Fairytale, Funny Little World (dat een hit werd in Noorwegen) en Roll with the Wind. Hij ging op promotour voor zijn album onder andere naar Oekraïne, België en Finland. Zijn album werd meerdere keren platinum in Noorwegen, dubbel platinum in Rusland en goud in Finland.

### 2010: Openingsact Eurovisiesongfestival enNo Boundaries
Rybak mocht tijdens het Eurovisiesongfestival 2010, in Oslo, de openingsact verzorgen. Ook mocht hij de glazen trofee, die elk jaar aan de winnaar wordt gegeven, uitreiken aan de winnaar van dat jaar: de Duitse Lena Meyer-Landrut. In juli 2010 verscheen het album  No Boundaries. De officiële promotie single ervan is Europe's Skies. De videoclip speelt zich af op de Krim. Van het album verschenen onder meer de single Oah. Aan het einde van 2010 verscheen ook de Russische versie van dat album: Nebesa Evrope.

### 2011:Visa Vid Vindens Ängeren tv-shows
In 2011 was Rybak te zien in verschillende tv-shows, zo was hij deelnemer aan de Zweedse versie van Strictly Come Dancing, Let's Dance. Samen met zijn danspartner Malin, bereikte hij de vierde plaats. Hij was dat jaar ook nog te zien in verschillende versies van X-Factor en was co-host van het Noorse programma Allsang På Grensen. 
In de zomer kwam zijn derde album uit: Visa Vid Vindens Änger. Een album volledig in het Zweeds. Er zijn enkele covers, maar ook nieuwe liedjes op het album. De melodieën van de nieuwe liedjes werden geschreven door Rybak en de teksten door de Zweedse dichter en componist Mats Paulson. Bij het album verscheen ook de single Resan Till Dig.

### 2012:Leave Me Aloneen samenwerking met Paula Seling

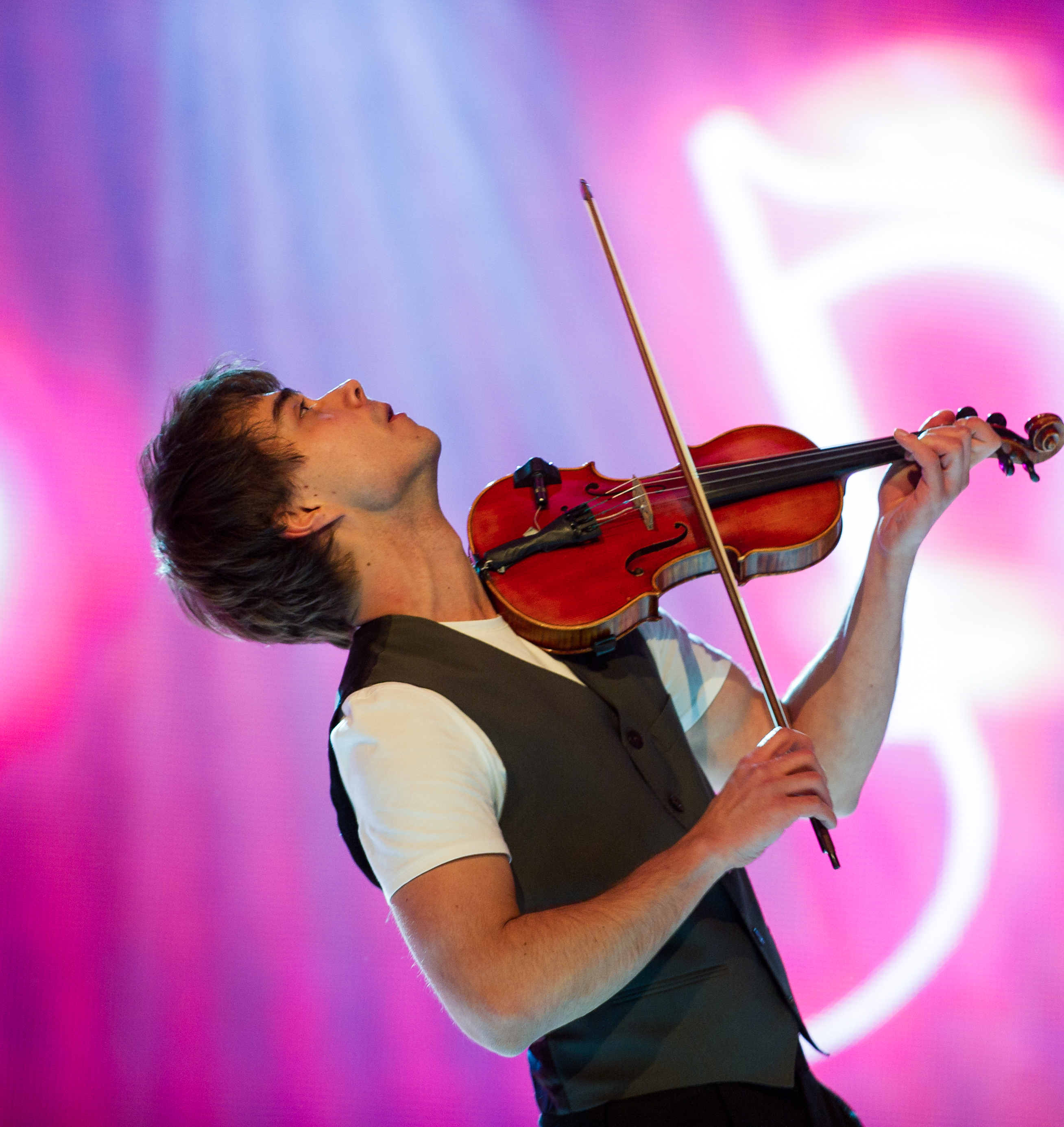
Alexander Rybak in 2012.

In mei 2012 verzorgde Rybak samen met Marija Šerifović, Dima Bilan, Lena Meyer-Landrut en Ell & Nikki de pauze-act tijdens de tweede halve finale van het Eurovisiesongfestival 2012 in Baku. Eerder dat jaar had hij al de pauze-act gedaan in Melodi Grand Prix, de Noorse selectiemethode voor het Eurovisiesongfestival. Met Šerifović heeft Rybak een goede band. Rybak speelt ook viool in een van de liedjes van het album Hrabo, die in 2014 verscheen.
Eind mei begonnen Rybak en de Roemeense zangeres Paula Seling een kleine promotour voor hun duet I'll Show You in Roemenië, langs verschillende tv-programma's. De single werd augustus 2012 uitgebracht. In juni kwam de videoclip voor Strela Amura, de Russische versie voor Oah uit. De videoclip was gefilmd in Kiev, Oekraïne. In dezelfde maand wist hij zijn bachelor-diploma te bemachtigen voor viool op het Noorse muziekinstituut Baratt Due met de maximale score.
In oktober bracht hij zijn nieuwe single Leave Me Alone uit. Het verhaal van de single draait om een echt verhaal, wat hemzelf is overkomen. Hij werd gestalkt door een vrouw en hij wist geen manier om van haar af te komen. Uiteindelijk besloot hij in plaats om naar de politie te gaan, er een liedje over te schrijven. De videoclip werd wederom opgenomen in Kiev. Door promotie van Paul De Leeuw in zijn programma Manneke Paul bij de VTM in Vlaanderen bereikte het liedje een plaats op de Belgische tiplijst. In november van dat jaar kwam zijn vierde album Chirstmas Tales uit.

### 2013: Melodi Grand Prix enHver Gang Vi Møtes
In 2013 schreef hij voor de Noorse zangeres Annsofi Pettersen voor Melodi Grand Prix het liedje I'm with You. In Florø zong Pettersen op 23 januari het liedje in de tweede halve finale van Melodi Grand Prix. Ze ging als derde door naar de finale, die op 9 februari plaatsvond in de Telenor Arena in Oslo. Ze bereikte die avond Gulfinalen (De gouden finale), waar de beste vier het nog eens tegen elkaar opnamen. Uiteindelijk werd ze vierde.
Later dat jaar werd bekend dat Rybak zou meedoen aan Hver Gang Vi Møtes, de Noorse versie van het Nederlandse programma De beste zangers van Nederland. De opnames waren augustus 2013 en werden in het voorjaar van 2014 op TV2 Norge uitgezonden. Als cadeau voor 700.000 likes op Facebook gaf hij zijn fans het liedje 5 to 7 Years en bracht er een videoclip bij uit.

### 2014:Into a Fantasyen voorselecties van het Songfestival
Rybak schreef voor de film Hoe tem je een draak 2 de Slavische en Europese bonustrack Into a Fantasy. Het liedje, dat eerst bedoeld was voor zijn musical, had hij opgestuurd naar Dreamworks in de hoop dat ze er naar zouden luisteren. De contracten voor de muziek in de film waren in eerste instantie al allemaal ondertekend, maar Dreamworks wilde het toch als bonustrack hebben.
In september dat jaar werd bekend dat Rybak een liedje voor de Maltese zanger Franklin Calleja had geschreven, genaamd Still Here, voor de Maltese Nationale finale voor het songfestival. Op 21 november trad Franklin op in de halve finale en haalde de finale, die de dag erna plaatsvond. Tijdens de finale eindigde Franklin op de vijfde plaats.
Eind oktober vormde Rybak een Wit-Russische meidengroep, die zich later MILKI noemden. De meiden werden geselecteerd door middel van auditierondes door heel Wit-Rusland. De audities vonden plaats in Minsk, Brest, Hrodno en Mogilev. Rybak liet ze het door hem gecomponeerde Accent zingen en stuurde het liedje in voor de Wit-Russische Nationale Finale. Het liedje haalde de laatste vijftien en werd uiteindelijk vierde in de finale.

### 2018
In 2018 nam Rybak opnieuw deel aan Melodi Grand Prix met het nummer That's How You Write a Song. Uiteindelijk won hij de finale, waardoor hij naar het Eurovisiesongfestival in Portugal ging. Hij won de tweede halve finale, en werd vijftiende in de finale.

## Discografie

### Albums
- 2009 - Fairytales
- 2009 - Сказка (Russisch album)
- 2010 - No Boundaries
- 2011 - Небеса Европы (Russisch album)
- 2011 - Visa Vid Vindens Änger (Zweeds album)
- 2012 - Christmas Tales

| Album      | Verschijnen | Label          | Hitlijsten | Hitlijsten | Hitlijsten | Hitlijsten | Hitlijsten | Hitlijsten | Hitlijsten | Hitlijsten |
| Album      | Verschijnen | Label          | BE (VL)    | BE (VL)    | BE (WA)    | BE (WA)    | NL         | NL         | DE         | FR         |
| Album      | Verschijnen | Label          | Piek       | Weken      | Piek       | Weken      | Piek       | Weken      | Piek       | Piek       |
| ---------- | ----------- | -------------- | ---------- | ---------- | ---------- | ---------- | ---------- | ---------- | ---------- | ---------- |
| Fairytales | 2009        | EMI, Universal | 13         | 16         | 62         | 5          | 29         | 5          | 16         | 21         |

### Singles
- 2006 - Foolin'
- 2009 - Fairytale
- 2009 - Roll with the Wind
- 2009 - Funny Little World
- 2010 - Fela Igjen (met Opptur)
- 2010 - OAH
- 2010 - Europe's Skies
- 2012 - Leave Me Alone
- 2014 - Into a Fantasy
- 2014 - What I Long For (als deel van de Noorse versie van het televisieprogramma The Hit)
- 2015 - котик (kotik)

| Lied                        | Verschijnen | Album      | Hitlijsten | Hitlijsten | Hitlijsten | Hitlijsten | Hitlijsten  | Hitlijsten  | Hitlijsten   | Hitlijsten   | Hitlijsten | Hitlijsten | Opmerkingen                                          |
| Lied                        | Verschijnen | Album      | BE (VL)    | BE (VL)    | BE (WA)    | BE (WA)    | NL (Top 40) | NL (Top 40) | NL (Top 100) | NL (Top 100) | GB         | DE         | Opmerkingen                                          |
| Lied                        | Verschijnen | Album      | Piek       | Weken      | Piek       | Weken      | Piek        | Weken       | Piek         | Weken        | Piek       | Piek       | Opmerkingen                                          |
| --------------------------- | ----------- | ---------- | ---------- | ---------- | ---------- | ---------- | ----------- | ----------- | ------------ | ------------ | ---------- | ---------- | ---------------------------------------------------- |
| Fairytale                   | 2009        | Fairytales | 1 (1 wk)   | 11         | 4          | 4          | 14          | 4           | 2            | 6            | 10         | 4          | Winnende Noorse inzending Eurovisiesongfestival 2009 |
| Leave Me Alone              | 2012        | —          | tip80      | —          | —          | —          | —           | —           | —            | —            | —          | —          |                                                      |
| Fever (met D'Dorian)        | 2017        | —          | tip        | —          | —          | —          | —           | —           | —            | —            | —          | —          |                                                      |
| That's How You Write a Song | 2018        | —          | tip29      | —          | —          | —          | —           | —           | —            | —            | —          | —          | Noorse inzending Eurovisiesongfestival 2018          |

- Bibsys: 1079512
- Bibliothèque nationale de France: cb161756203 (data)
- Gemeinsame Normdatei: 138232644
- International Standard Name Identifier: 0000 0000 7852 5967
- Library of Congress Control Number: n2012018627
- Nationale Bibliotheek van Letland: 000345269
- MusicBrainz: 1e69316c-14fa-42ba-88f2-06f6743632f7
- Nederlandse Thesaurus van Auteursnamen: 324143095
- Virtual International Authority File: 103688963
- WorldCat: E39PBJhXbCwYXkk6tkd3g7jQv3

1960: Nora Brockstedt · 
1961: Nora Brockstedt · 
1962: Inger Jacobsen · 
1963: Anita Thallaug · 
1964: Arne Bendiksen · 
1965: Kirsti Sparboe · 
1966: Åse Kleveland · 
1967: Kirsti Sparboe · 
1968: Odd Børre · 
1969: Kirsti Sparboe · 
1971: Hanne Krogh · 
1972: Grethe Kausland & Benny Borg · 
1973: Bendik Singers · 
1974: Anne-Karine Strøm & Bendik Singers · 
1975: Ellen Nikolaysen · 
1976: Anne-Karine Strøm · 
1977: Anita Skorgan · 
1978: Jahn Teigen · 
1979: Anita Skorgan · 
1980: Sverre Kjelsberg & Mattis Hætta · 
1981: Finn Kalvik · 
1982: Jahn Teigen & Anita Skorgan · 
1983: Jahn Teigen · 
1984: Dollie de Luxe · 
1985: Bobbysocks · 
1986: Ketil Stokkan · 
1987: Kate Gulbrandsen · 
1988: Karoline Krüger · 
1989: Britt Synnøve Johansen · 
1990: Ketil Stokkan · 
1991: Just 4 Fun · 
1992: Merethe Trøan · 
1993: Silje Vige · 
1994: Elisabeth Andreassen & Jan Werner Danielsen · 
1995: Secret Garden · 
1996: Elisabeth Andreassen · 
1997: Tor Endresen · 
1998: Lars Fredriksen · 
1999: Stig Van Eijk · 
2000: Charmed · 
2001: Haldor Lægreid · 
2003: Jostein Hasselgård · 
2004: Knut Anders Sørum · 
2005: Wig Wam · 
2006: Christine Guldbrandsen · 
2007: Guri Schanke · 
2008: Maria Haukaas Storeng · 
2009: Alexander Rybak · 
2010: Didrik Solli-Tangen · 
2011: Stella Mwangi · 
2012: Tooji · 
2013: Margaret Berger · 
2014: Carl Espen · 
2015: Mørland & Debrah Scarlett · 
2016: Agnete · 
2017: JOWST feat. Aleksander Walmann · 
2018: Alexander Rybak · 
2019: KEiiNO · 
2021: Tix · 
2022: Subwoolfer · 
2023: Alessandra · 
2024: Gåte ·
2025: Kyle Alessandro
1956: Lys Assia · 
1957: Corry Brokken · 
1958: André Claveau · 
1959: Teddy Scholten · 
1960: Jacqueline Boyer · 
1961: Jean-Claude Pascal · 
1962: Isabelle Aubret · 
1963: Grethe & Jørgen Ingmann · 
1964: Gigliola Cinquetti · 
1965: France Gall · 
1966: Udo Jürgens · 
1967: Sandie Shaw · 
1968: Massiel · 
1969: Frida Boccara, Lenny Kuhr, Salomé, Lulu · 
1970: Dana · 
1971: Séverine · 
1972: Vicky Leandros · 
1973: Anne-Marie David · 
1974: ABBA · 
1975: Teach-In · 
1976: Brotherhood of Man · 
1977: Marie Myriam · 
1978: Izhar Cohen & The Alphabeta · 
1979: Gali Atari & Milk & Honey · 
1980: Johnny Logan · 
1981: Bucks Fizz · 
1982: Nicole · 
1983: Corinne Hermès · 
1984: Herreys · 
1985: Bobbysocks · 
1986: Sandra Kim · 
1987: Johnny Logan · 
1988: Céline Dion · 
1989: Riva · 
1990: Toto Cutugno · 
1991: Carola Häggkvist · 
1992: Linda Martin · 
1993: Niamh Kavanagh · 
1994: Paul Harrington & Charlie McGettigan · 
1995: Secret Garden · 
1996: Eimear Quinn · 
1997: Katrina & the Waves · 
1998: Dana International · 
1999: Charlotte Nilsson · 
2000: Olsen Brothers · 
2001: Tanel Padar, Dave Benton & 2XL · 
2002: Marie N · 
2003: Sertab Erener · 
2004: Ruslana · 
2005: Elena Paparizou · 
2006: Lordi · 
2007: Marija Šerifović · 
2008: Dima Bilan · 
2009: Alexander Rybak · 
2010: Lena Meyer-Landrut · 
2011: Ell & Nikki · 
2012: Loreen · 
2013: Emmelie de Forest · 
2014: Conchita Wurst · 
2015: Måns Zelmerlöw · 
2016: Jamala · 
2017: Salvador Sobral · 
2018: Netta Barzilai ·
2019: Duncan Laurence ·
2021: Måneskin ·
2022: Kalush Orchestra ·
2023: Loreen ·
2024: Nemo